# Aechmea recurvata
Aechmea recurvata är en gräsväxtart som först beskrevs av Johann Friedrich Klotzsch, och fick sitt nu gällande namn av Lyman Bradford Smith. Aechmea recurvata ingår i släktet Aechmea och familjen Bromeliaceae.

## Underarter
Arten delas in i följande underarter:
- A. r. benrathii
- A. r. ortgiesii
- A. r. recurvata

## Bildgalleri

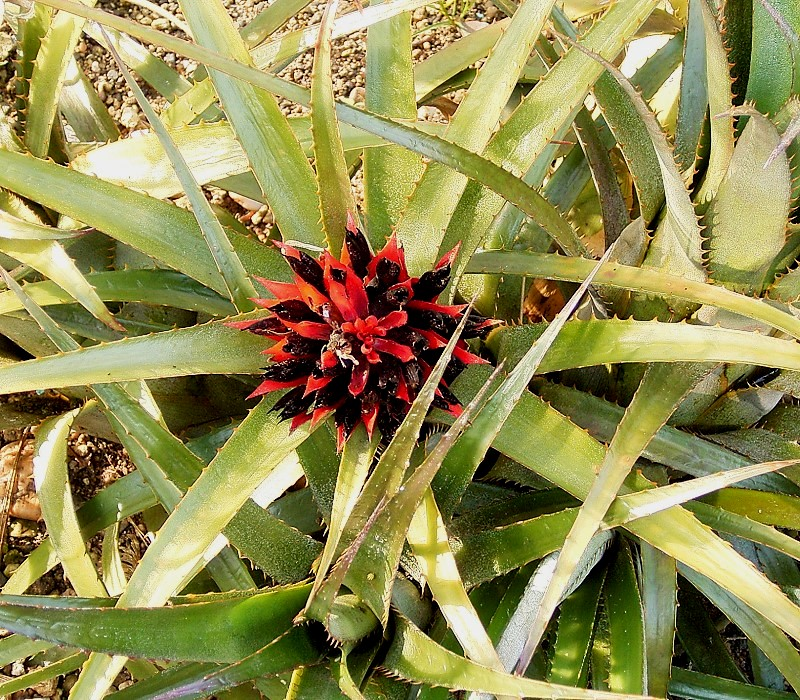
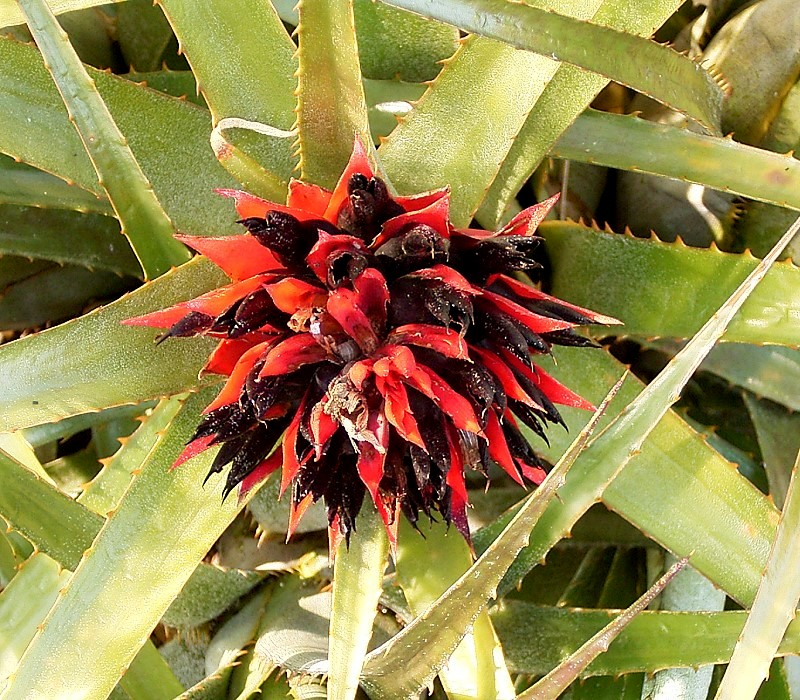
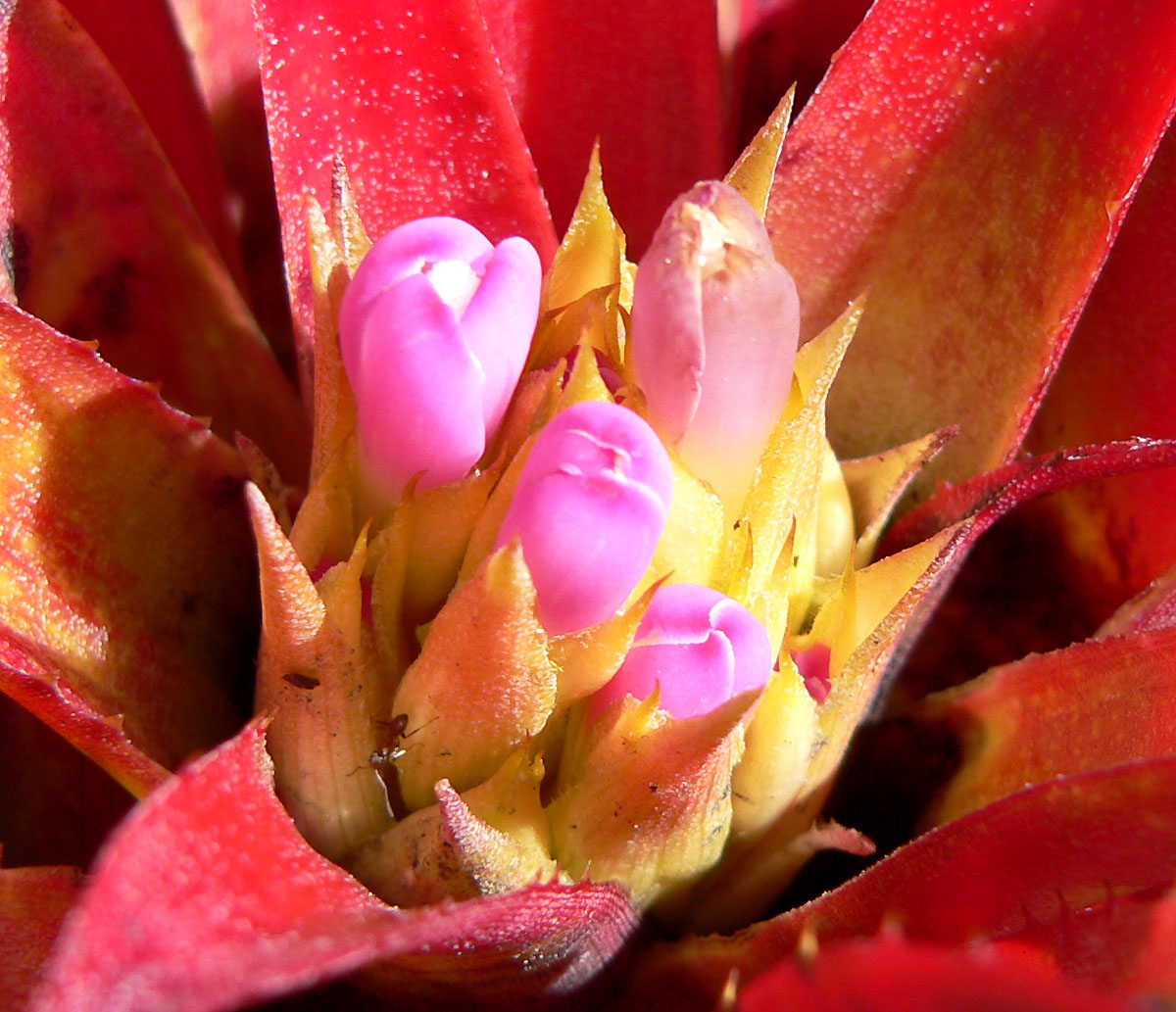
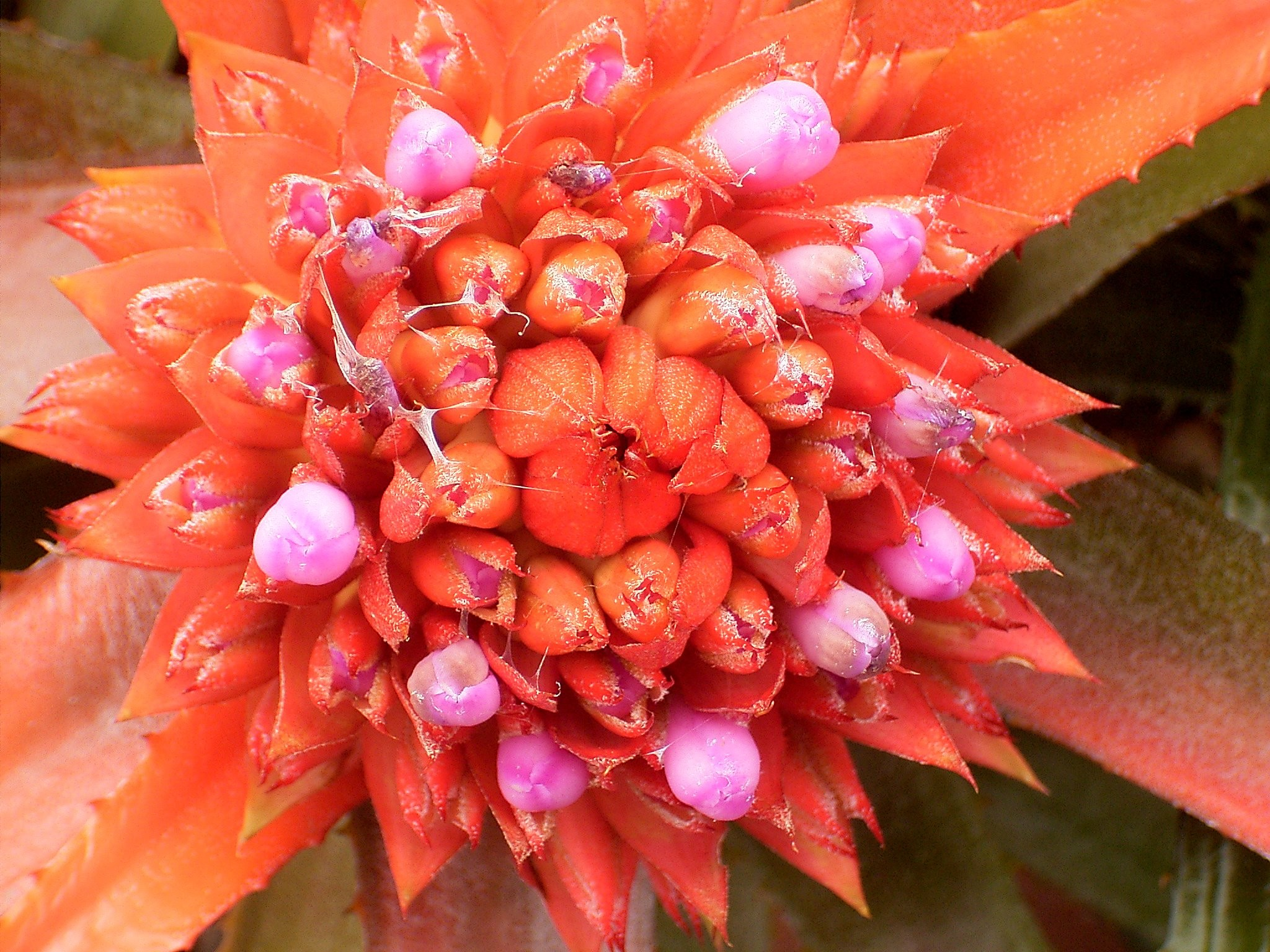
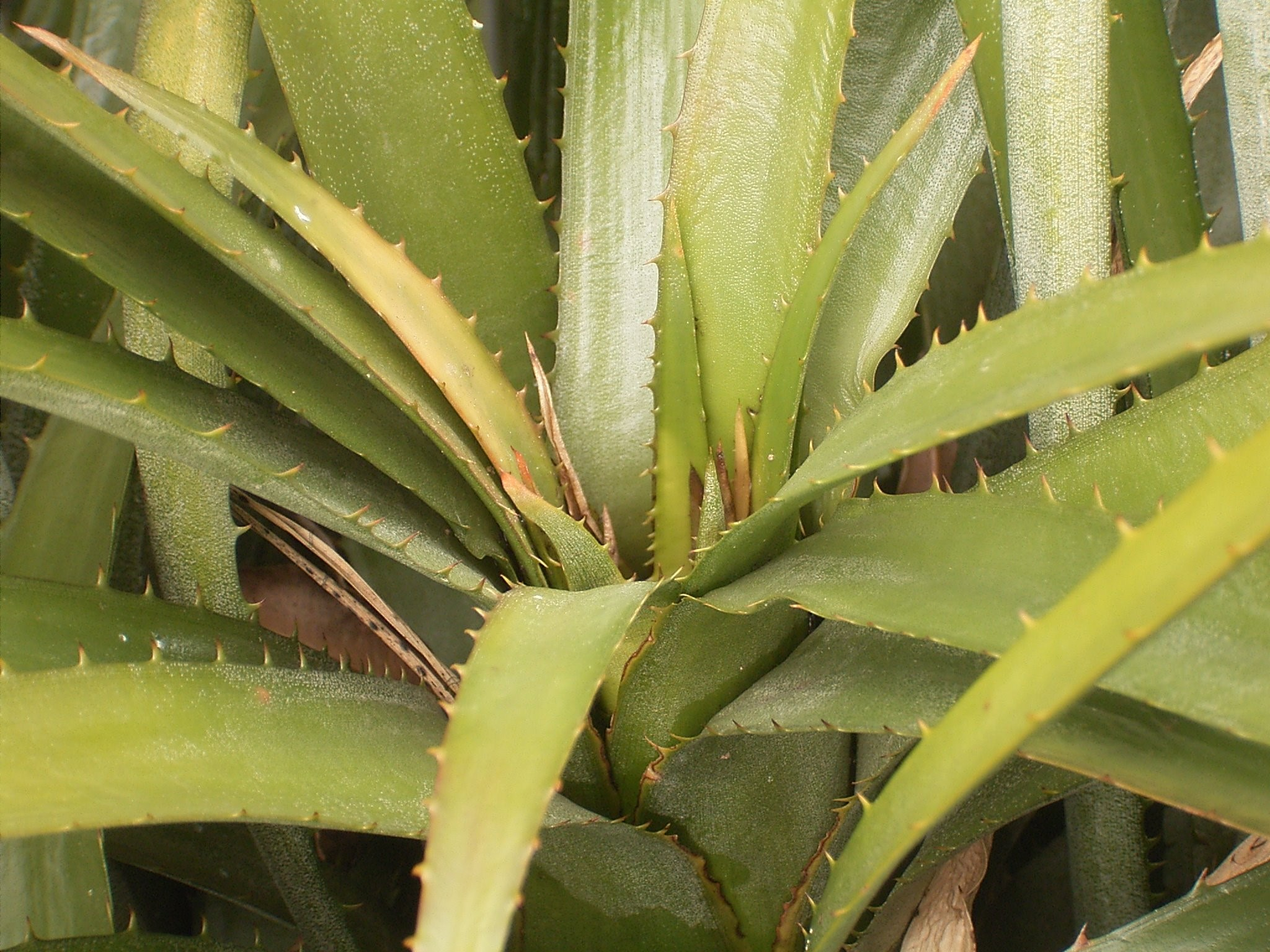